# Boortrichloride
Boortrichloride is een anorganische verbinding van boor met als brutoformule BCl3. Het is een giftig, kleurloos gas dat uiterst reactief is.

## Synthese
Elementair boor reageert met halogenen tot de overeenkomstige boortrihaliden. Op industriële schaal wordt boortrichloride echter bereid door een mengsel van boortrioxide, koolstof en chloor met elkaar te laten reageren bij 500 °C:
{\displaystyle {\ce {B2O3 + 3C +3Cl2 -> 2BCl3 + 3CO}}}
Deze synthese is analoog aan het Kroll-proces voor de zuivering van titanium. Een alternatieve methode is de reactie van trifenylboor met aluminiumtrichloride:
{\displaystyle {\ce {B(C6H5O)3 + AlCl3 -> BCl3 + Al(C6H5O)3}}}

## Structuur en eigenschappen
Boortrichloride heeft een trigonale vlakke structuur, net als de andere boorhalogeniden, met een bindingslengte boor-chloor van 175 pm. Door de vlakke structuur en de symmetrie in de molecule heeft het een geen dipoolmoment. Het vormt in contrast tot AlCl3 en GaCl3 geen dimeren. De kleine straal van het boor-atoom in vergelijking met die van aluminium en gallium is hier debet aan.
Boortrichloride is een sterk lewiszuur en vormt dan ook adducten met tertiaire amines, fosfines, en thio-ethers. Zo wordt in de organische chemie wel het dimethylsulfide-adduct BCl3S(CH3)2 gebruikt, omdat deze vaste stof eenvoudiger te manipuleren is dan het gasvormige BCl3. Net als boortribromide wordt het gebruikt om ethers te splitsen. De stof reageert heftig met protische verbindingen, zoals alcoholen, zuren en water, waarbij zoutzuur en boorzuur ontstaan:
{\displaystyle {\ce {BCl3 + 3H2O <=> B(OH)3 + 3HCl}}}

## Toepassingen
Boortrichloride is op industriële schaal een uitgangsstof voor de productie van elementair boor. Ook wordt het gebruikt bij de zuivering van aluminium, magnesium, zink en koper legeringen. De gevormde nitriden en carbiden kunnen verwijderd worden.